# Gierkowo
Gierkowo – osada w Polsce, w województwie kujawsko-pomorskim, w powiecie toruńskim, w gminie Zławieś Wielka.
Do 2023 miejscowość była częścią wsi Cichoradz.
W latach 1975–1998 miejscowość administracyjnie należała do województwa toruńskiego.